# Aparat ortodontyczny

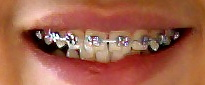

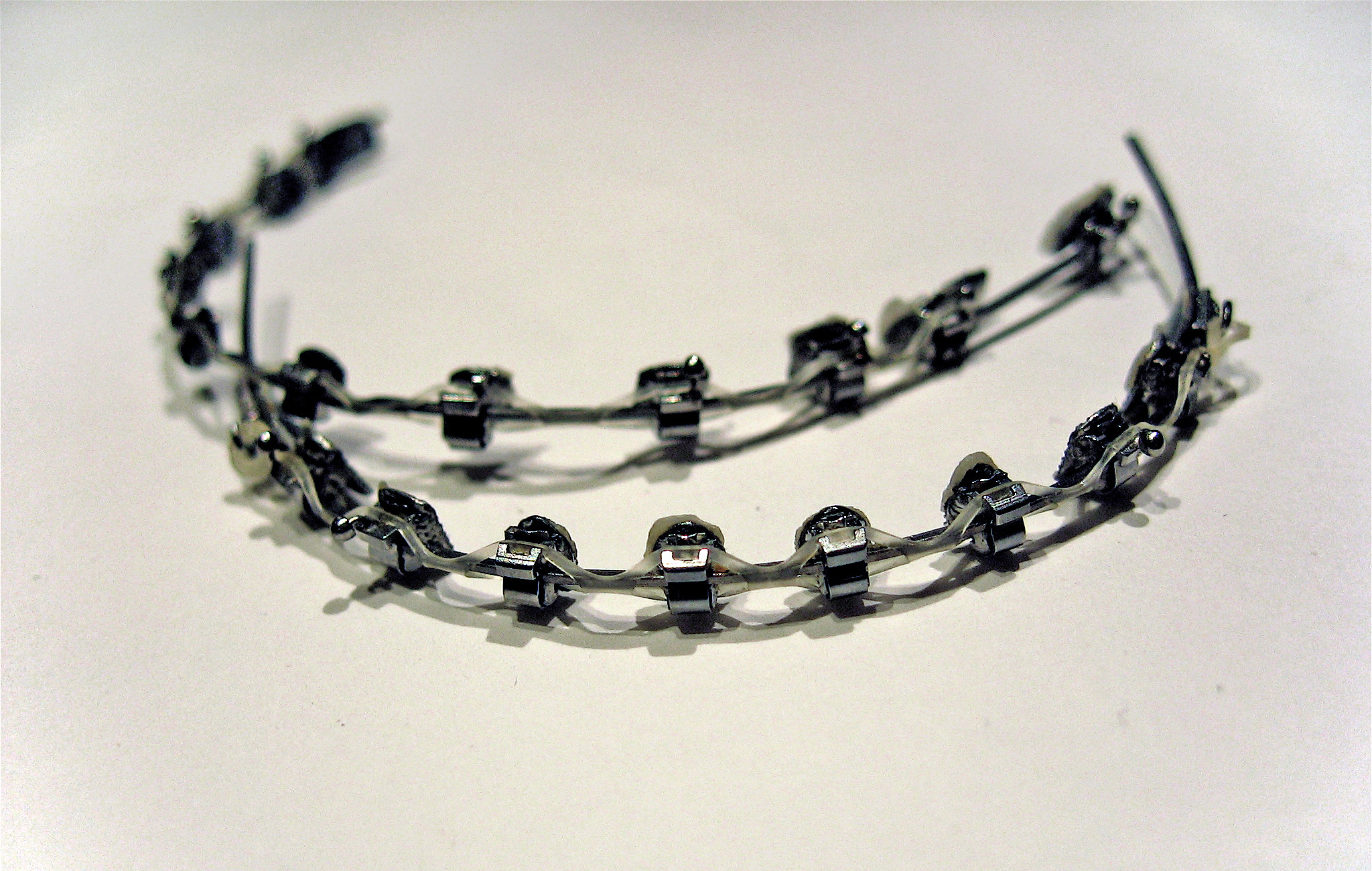

Aparat ortodontyczny, aparat na zęby, klamerki na zęby (z grec. orthos – prosty i odous – ząb) – aparat służący do przywracania właściwego, fizjologicznego zwarcia między szczęką a żuchwą, wyrównywania i właściwego ustawiania zębów w łukach zębowych, leczenia wad zgryzu. Istnieją aparaty ruchome oraz stałe. Stosuje się je odpowiednio do wady pacjenta. 
Aparat ruchomy zaleca się dla dzieci między 4 a 12 rokiem życia, w trakcie wymiany zębów mlecznych na stałe. Zbudowany jest on z akrylowej płytki, klamer i łuków z drutu, dopasowanych do zębów.
Aparat stały zaleca się dla młodzieży i dorosłych, do zębów stałych. Pozwala na korygowanie wad znacznie poważniejszych niż aparat ruchomy. Zbudowany jest z zamków i pierścieni, które są mocowane do szkliwa specjalnym klejem. Do nich mocowany jest za pomocą ligatur (potocznie zwanych 'gumeczkami') sprężysty drut, który wywiera na zęby stałą, precyzyjnie określoną siłę. Długość noszenia takiego aparatu uzależniona jest od wady. Wśród aparatów stałych rozróżnia się: aparaty estetyczne (ceramiczne, kryształowe) i aparaty metalowe (tytanowe, niklowe). 
Do ujemnych psychicznych skutków noszenia aparatu przez pacjenta należy początkowa niechęć, lęk w obawie przed brakiem akceptacji w swoim otoczeniu. Dostępne są też jednak aparaty kosmetyczne (z białej porcelany albo syntetycznego szafiru), które mogą być traktowane przez pacjentów prawie jak specyficzny rodzaj biżuterii. Aparat może również powodować dyskomfort, objawiający się wrażeniem uścisku na zębach oraz uczuciem bólu zębów.

## Rodzaje stałych aparatów ortodontycznych

### standardowe – metalowe
- najczęściej stosowane
- dzielone są na aparaty z zamkami tradycyjnymi i zamkami 'mini', czyli mniejszymi od poprzednich (szczególnie wskazanymi u osób z małymi zębami)

### antyalergiczne – tytanowe
- dla pacjentów alergicznych
- wykonane są ze stopów tytanu, przez co wykazują wysoką biokompatybilność

### estetyczne
- ze względu na przezierność można je podzielić na:
  - ceramiczne, ceramiczno-kompozytowe, bądź porcelanowe (mniej przezierne)
  - szafirowe, bądź kryształowe (bardziej przezierne)
- przeznaczone dla osób pragnących jak najbardziej zmniejszyć widoczność aparatu

### samoligaturujące
- w aparacie tym nie stosuje się ligatur, gdyż łuk utrzymywany jest w zamku za pomocą specjalnej 'klapki', która się w nim znajduje
- zamki mogą być metalowe, jak i estetyczne
- czas leczenia aparatem samoligaturującym jest często krótszy niż aparatami standardowymi

### lingwalne
Istotą techniki lingwalnej jest prowadzenie leczenia w taki sposób, aby zamki oraz pozostałe elementy, w jakie wyposażony jest aparat lingwalny, pozostawały niezauważalne.
- zamki do tego rodzaju aparatu wykonywane są indywidualnie dla każdego pacjenta w specjalistycznych laboratorium, na podstawie wcześniej pobranego wycisku
- zamki wykonywane są ze złota z dodatkiem irydu i przyklejane do językowej powierzchni zębów

Systemy tego typu aparatów dzieli się na:
- Incognito - projektowane indywidualnie; biokompatybilne, odlewane ze stopu złota i irydu
- Incognito Lite - wersja 'Incognito' przeznaczona do niewielkich wad zgryzu; liczba zamków zmniejszona jest do 6-8.
- WIN - projektowane indywidualnie ze stali oraz chromu i kobaltu
- Forestadent - nie są projektowane indywidualnie, wykonywane "standardowo"[1]

### przezroczyste
aparat ma postać przezroczystych nakładek na zęby, które są wyjmowane, a nie cementowane na stałe